# Slovenská televízia a rozhlas

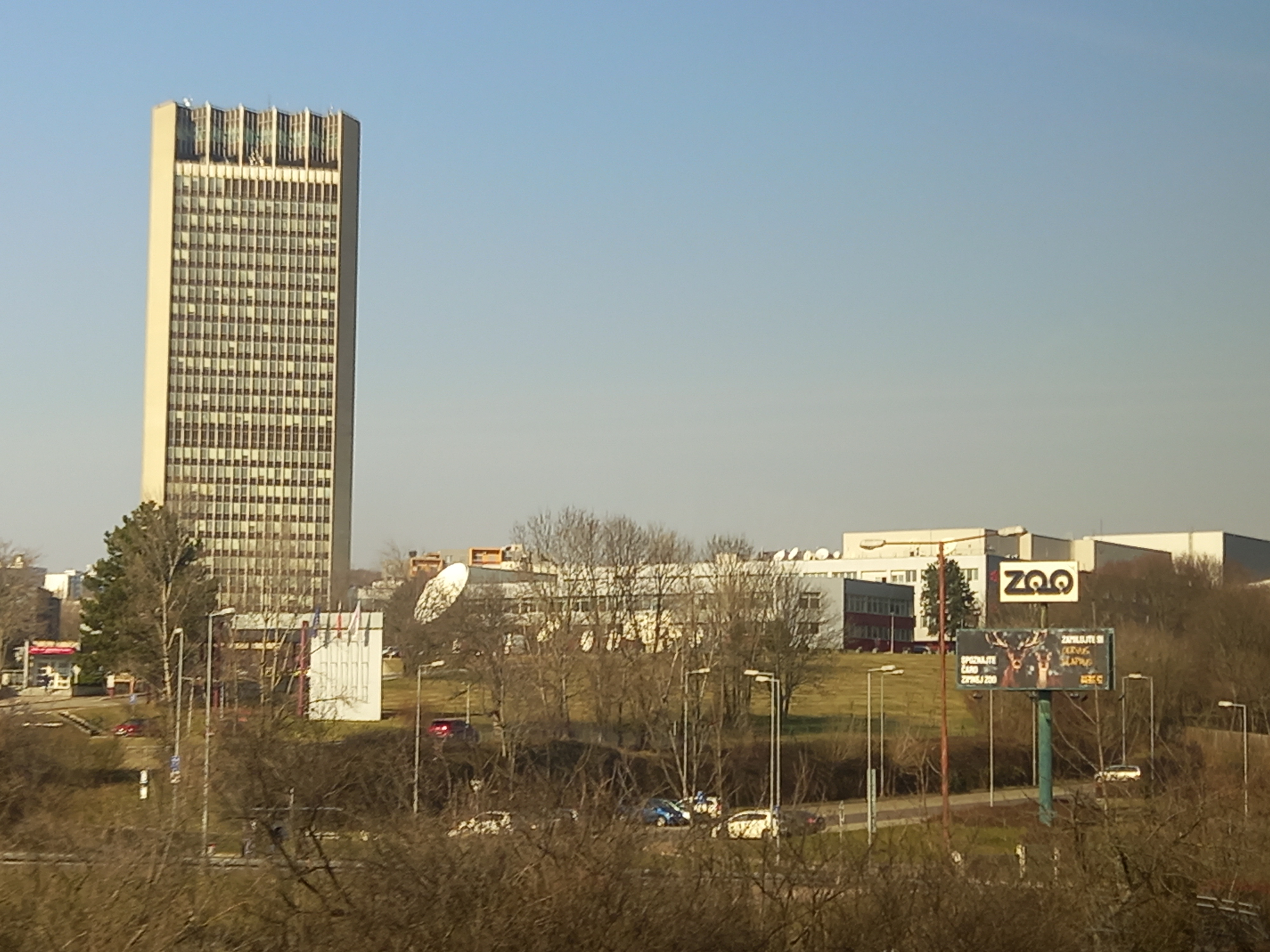
Sede de la televisión STVR en Mlynská dolina, Bratislava.

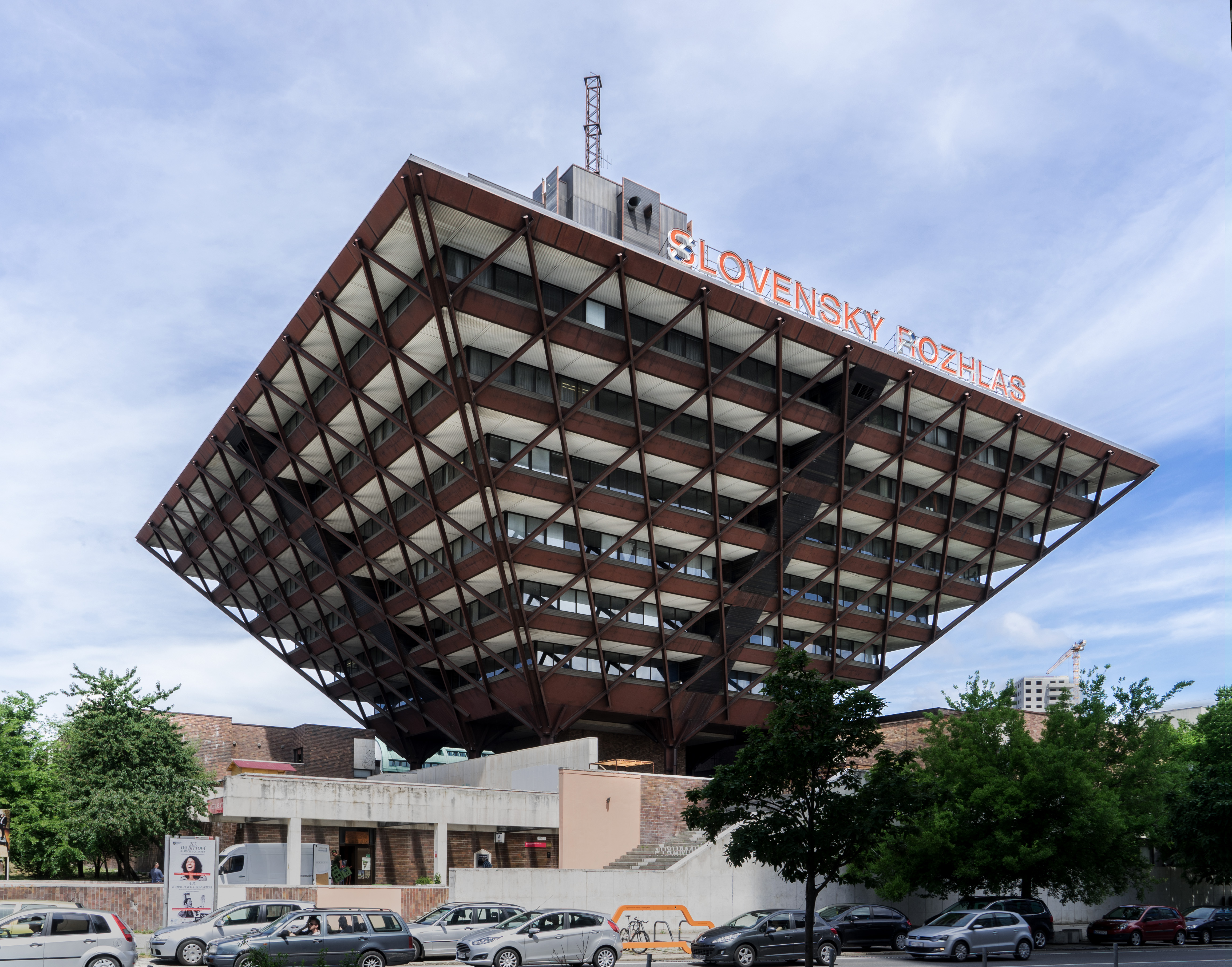
Edificio de la Radio Eslovaca, sede de la radio STVR en Bratislava.

Slovenská televízia a rozhlas (en español Televisión y Radio Eslovacas), abreviado STVR (provisionalmente STaR), es de iure la institución de derecho público, nacional, informativo, cultural y educativo que garantiza el servicio público de radiodifusión de Eslovaquia. De facto, es una emisora de radio y televisión estatal. Su sede se encuentra en la capital, Bratislava.
Fue establecida como resultado de la ley n.º 157/2024 sobre la televisión y la radio eslovacas y la desaparición de Rozhlas a televízia Slovenska el 1 de julio de 2024. El director de la institución es elegido por un consejo de nueve miembros con cuatro candidatos del Ministerio de Cultura de la República Eslovaca, y el órgano asesor del consejo es una comisión de ética de nueve miembros.
Desde el 1 de julio hasta septiembre de 2024, el director interino de Slovenská televízia a rozhlas fue Igor Slanina, quien entre 2017 y 2022 estuvo bajo la gestión del director general Jaroslav Rezník, el director de Media RTVS, filial de RTVS que se ocupaba de la venta de espacios reservados para la comunicación de medios comerciales dentro de los programas de radio y televisión de RTVS. Aunque Rozhlas a televízia Slovenska (RTVS) cambió a Slovenská televízia a rozhlas (STVR), utilizaría temporalmente el logotipo y el diseño visual de RTVS hasta otoño y, a partir de entonces, sufriría un cambio de marca.

## Historia
El cuarto gobierno de Robert Fico aprobó en su Declaración Programática de Gobierno la división de RTVS en Televisión Eslovaca y Radio Eslovaca. A finales de diciembre de 2023, Andrej Danko afirmó que el Gobierno de la República Eslovaca finalmente había decidido dividir RTVS en radio y televisión públicas separadas e informó sobre la ley en preparación, que se esperaba que se presentara en febrero de 2024. En febrero, la ministra de Cultura, Martina Šimkovičová, pidió la anulación del proyecto de ley de RTVS para marzo debido a los acontecimientos en curso en el Consejo Nacional de la República Eslovaca.

### Primer borrador de la enmienda (STaR)
El 11 de marzo de 2024, el Ministerio de Cultura de la República Eslovaca presentó una propuesta para modificar RTVS, que incluyó en el procedimiento de comentarios interdepartamentales. Según él, RTVS debía sustituir a la Televisión y Radio Eslovacas (STaR). La enmienda debía cambiar el funcionamiento del consejo de supervisión, que hoy cuenta con nueve miembros elegidos por los parlamentarios por mayoría simple, reduciendo su número a siete miembros. Tres de ellos serían nombrados y destituidos directamente por el ministro de Cultura y uno a propuesta del Ministro de Hacienda. El Consejo de STaR debería haber tenido el poder de elegir al director general de los medios de comunicación públicos, decisión que actualmente los parlamentarios deciden por mayoría de votos. También cabe destacar el nuevo Consejo de Programación, que debía evaluar y controlar los programas de radio y televisión públicos "desde el punto de vista del respeto al carácter de la radiodifusión pública". Según la enmienda, el Consejo del Programa debería tener 11 miembros, nueve de los cuales serían elegidos por los miembros del Parlamento. Los dos miembros restantes del comité directivo serán elegidos entre ellos por los empleados de la nueva Radio y Televisión Eslovaca. Una enmienda de este tipo entraría en conflicto con la legislación europea sobre medios públicos, que fue debatida por el Parlamento Europeo al día siguiente de su publicación.
El 14 de marzo, la Ministra de Cultura Šimkovičová emitió un comunicado de prensa a favor de la enmienda en el que atacaba a los periodistas, a quienes fueron retirados sus micrófonos y finalmente no se les permitió hacer más preguntas. En lugar de explicar por qué el ministerio preparó una enmienda a la ley, la ministra se centró más en criticar el trabajo de los periodistas, de los artistas que pedían su dimisión, de la exministra Natália Milanová o de un miembro de la comisión parlamentaria de cultura y medios del PS Zora Jaurová. Al día siguiente, los periodistas eslovacos publicaron una declaración de apoyo a sus colegas de RTVS, firmada por más de 270 periodistas, incluidos los editores jefe de los principales periódicos. Más de 1.200 empleados de RTVS y colaboradores externos firmaron una declaración a favor de la RTVS pública, con la que reclamaban la atención sobre el proyecto de ley de RTVS, que amenazaba la independencia de la radiodifusión de derecho público. A ellos se unieron organizaciones de la sociedad civil eslovaca y checa, que también rechazaban la injerencia en la independencia de RTVS, firmando un llamamiento dirigido a las instituciones europeas y otras organizaciones internacionales. Las organizaciones periodísticas internacionales también reaccionaron a la enmienda y los grupos de libertad de prensa pidieron la retirada del proyecto de ley. La declaración fue firmada por el International Press Institute (IPI), el Comité para la Protección de los Periodistas (CPJ), la Unión Europea de Radiodifusión (UER), el Centro Europeo para la Libertad de Prensa y Medios (ECPMF), por la Federación Europea de Periodistas (EFJ), Free Press Unlimited (FPU), OBC Transeuropa (OBCT) y Reporteros sin Fronteras (RSF).
RTVS presentó observaciones al procedimiento de comentarios interdepartamentales sobre el proyecto de enmienda, que estaba en contradicción fundamental con los principios europeos de protección de la independencia de los medios públicos y en conflicto con la ley europea aprobada sobre la libertad de los medios de comunicación. Después de la presión del público y de los expertos con 327 comentarios sobre el proyecto de ley sobre la televisión y la radio eslovacas, este fue devuelto al Consejo Legislativo del Gobierno de la República Eslovaca.

### Proyecto de segunda enmienda (STVR)
El 24 de abril, el gobierno de Fico aprobó un proyecto de ley modificado sobre televisión y radio, propuesto por el primer ministro Robert Fico y la ministra de Cultura, Martina Šimkovičová, debido a la supuesta parcialidad de la RTVS, que "lucha continuamente con el gobierno". El jefe de la oficina de servicios del Ministerio de Cultura, Lukáš Machala, afirmó que el motivo de la modificación de la RTVS era una decisión puramente política. En comparación con la primera propuesta, el ministerio canceló la junta de programa y la posibilidad de despedir al director sin motivo alguno, lo que violaría la legislación europea. En la enmienda se añadió la creación de un nuevo órgano de comisión de ética. RTVS todavía tenía una comisión de ética de diez miembros, pero su funcionamiento no estaba regulado por ley, sino solo por estatuto. Según la propuesta, la comisión de ética estaría integrada por nueve miembros, designados por períodos de seis años. Deben ser nominados por organizaciones eclesiásticas, organizaciones que representen a personas discapacitadas y minorías, el Comité Olímpico Eslovaco autónomo, la Academia Eslovaca de Ciencias y Matica slovenská. La enmienda revisada también cambia el Consejo de Supervisión de la Televisión y Radio Eslovacas, que elige al director. El Consejo debería seguir teniendo nueve miembros elegidos por períodos de seis años. Cuatro miembros serían nombrados y destituidos por el ministro de Cultura, uno a propuesta del Ministerio de Hacienda y cinco serían elegidos por los miembros del Parlamento.
A pesar de las enmiendas, según Karol Lovaš del Instituto de Estudios de Comunicación y Periodismo de la Universidad de Carolina y Pavol Szalai de Reporteros sin Fronteras, la enmienda todavía entra en conflicto con la ley europea sobre la libertad de prensa. En respuesta, los colaboradores de RTVS crearon el comité de coordinación de la iniciativa de los colaboradores de RTVS por el derecho público y la independencia, cuyo objetivo es subrayar la importancia fundamental del carácter independiente y público de RTVS, pero también luchar por la protección de estos principios. Los diputados se comprometieron a proteger el derecho público y la libertad de expresión y al mismo tiempo llamaron al Gobierno a respetar los cuatro principios fundamentales que deben preservarse en cualquier intervención en la Ley RTVS.

## Canales de televisión
| Logo | Canal de televisión | Información |
| ---- | ------------------- | --- |
|      | :1 (Jednotka)       | Canal generalista basado en noticias, programas infantiles, series y programas de entretenimiento.                                                  |
|      | :2 (Dvojka)         | Canal basado en documentales, minorías nacionales, magacines y películas europeas de calidad.                                                       |
|      | ŠPORT               | Televisión centrada en el deporte. Inició emisiones el 20 de diciembre del 2021.                                                                    |
|      | :24                 | Televisión de noticias creada tras la situación de emergencia asociada con la invasión rusa de Ucrania. Inició emisiones el 28 de febrero del 2022. |

## Canales de radio
| Logo | Canal de radio               | Información                                                                                  |
| ---- | ---------------------------- | -------------------------------------------------------------------------------------------- |
|      | Rádio Slovensko              | Radio enfocada en noticias y periodismo.                                                     |
|      | Rádio FM                     | Radio centrada en géneros musicales con una importante representación de la música eslovaca. |
|      | Rádio Devín                  | Radio enfocada en programas literario-dramáticos.                                            |
|      | Rádio Regina                 | Radio enfocada en periodismo y música de antaño.                                             |
|      | Rádio Patria                 | Radio dirigida a minorías nacionales y grupos étnicos en Eslovaquia en sus lenguas nativas.  |
|      | Rádio Slovakia International | Radio dirigida a los eslovacos en el extranjero en todo el mundo.                            |
|      | Rádio Pyramida               | Radio centrada en interesantes grabaciones de archivo.                                       |
|      | Rádio Junior                 | Radio centrada en cuentos, monólogos, programas musicales y canciones infantiles.            |
|      | Rádio Litera                 | Radio centrada en poesía, prosa, teatro y periodismo.                                        |